# Чайков, Иосиф Моисеевич
Иосиф Моисеевич Чайков (13 декабря 1888[…], Киев — 4 марта 1979[…], Москва) — русский и советский скульптор, Заслуженный деятель искусств РСФСР (1959), профессор.
Монументально-декоративные работы Чайкова отмечены динамикой композиции. Наиболее известна его композиция «Футболисты» (существует в двух вариантах — 1928 и 1938 годов, оба — Третьяковская галерея).

## Биография
Родился 13 декабря 1888 года в Киеве. Вырос в семье деда, переписчика еврейских религиозных текстов. Начинал в Киеве учеником, а затем помощником гравёра. В 1910—1913 годах учился скульптуре в Париже у Аронсона и в Школе декоративных искусств, потом в Высшей школе изящных искусств.
В 1912 году Чайков вместе с группой молодых художников основал группу еврейских художников «Махмадим»; группа издавала журнал на иврите под тем же названием. В 1913 году участвовал в Осеннем салоне в Париже. В 1914 году вернулся в Россию. Активно участвовал в работе Култур-лиге в Киеве — иллюстрировал книги на идишe, вёл класс скульптуры в студии Култур-лиге, в 1918—1919 годах руководил детской художественной студией.
В революционные годы в Киеве занимался созданием наглядной агитации. В начале 1920-х годов — кубист. В 1920 году был среди организаторов Первой еврейской художественной выставки, организованной Култур-лиге в Киеве. Чайков стал идеологом нового еврейского искусства на основе пластических моделей Древнего Востока, соединённых с ориентализмом начала XX века и арт нуво.
В 1920 году переехал в Москву. Создавал подвижные скульптуры и комбинации «Мостостроитель» (1921), «Электрификатор» (1925), «Кузнец» (1927), отличавшиеся необычным планированием центра тяжести. Преподавал во ВХУТЕМАСе-ВХУТЕИНе скульптуру. Среди его учеников были М. Б. Айзенштадт, А. А. Арендт, И. А. Андреев, М. Г. Белашов, Е. П. Блинова, З. М. Виленский, А. Е. Зеленский, П. М. Кожин, Ю. А. Кун, Л. М. Писаревский, И. Л. Слоним, А. Л. Степанянц. В 1921 году опубликовал в изданной на идишe брошюре «Скульптор» своё программное заявление, где отказывался и от этнографического содержания, и от фольклорного или примитивистского стиля.
В 1922—1923 годах работал в Берлине. Принял участие в выставках советского искусства и группы «Ноябрь». 1923 году участвовал в Берлинской международной выставке. В 1925 году стал членом Общества русских скульпторов в Москве, а в 1929-м возглавил его. В 1926 году присоединился также к группе «Четыре искусства». В 1931 году участвовал в создании аллеи ударников в Центральном парке культуры и отдыха в Москве.
В 1937 году принял участие в оформлении советского павильона на Всемирной выставке в Париже (11 барельефов пропилеи на тему «Народы СССР»). В 2004 году французскими археологами были найдены остатки его работ.
В 1939 году принял участие в оформлении советского павильона на Всемирной выставке в Нью-Йорке (герб СССР для советского павильона, хрустальный фонтан «Республики СССР» (инж. Ф. Э. Энтелис, худ. Г. А. Ечеистов), горельеф на фасаде павильона КазССР,).
Работы Чайкова экспонировались на международных выставках.
С 1930-х годов Чайков перешёл на позиции социалистического реализма, стал признанным советским скульптором, работал во всех жанрах и техниках скульптуры, от мелкой пластики до монументальной скульптуры. Он вернулся к классическим формам, обратился к античности («Торс», 1934, Третьяковская галерея). Персональные выставки Чайкова проходили в Москве в 1948, 1959 и 1979 годах.
Чайков создал множество портретов; это в основном известные деятели культуры (Л. Квитко, 1943, В. Маяковский, 1944, (Русский музей, Санкт-Петербург); Некрасов, 1960, Москва; Хачатурян, 1972, Министерство культуры, Москва, художников Фаворский (1928), К. Н. Истомин (1935) и многих других.
Скончался в Москве 4 марта 1979 года. Похоронен на Донском кладбище, рядом с женой, над могилой установлено надгробие — работа И. М. Чайкова «Автопортрет с женой».

## Семья
Был женат на Цецилии Моисеевне Чайковой-Добрушиной (1895—1958) — сестре литературного критика и деятеля литературы на идише Хацкеля (Иехезкеля) Добрушина. В семье И. М. Чайкова воспитывался племянник его жены — математик Роланд Добрушин.